# الحرور (حبيش)

تعديل مصدري - تعديل

الحرور محلة تابعة لقرية الجمل، التابعة لعزلة بني الضاحتين بمديرية حبيش إحدى مديريات محافظة إب في الجمهورية اليمنية، بلغ تعداد سكانها 39 حسب تعداد اليمن لعام 2004.